# ラバスタン
ラバスタン （Rabastens）は、フランス、オクシタニー地域圏、タルヌ県のコミューン。

## 地理

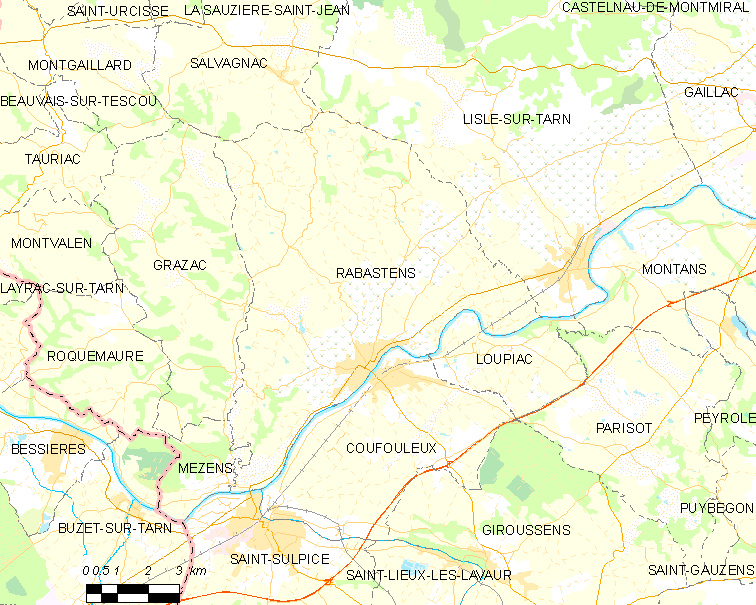
ラバスタンの位置

リル＝シュル＝タルヌとサン＝シュルピス＝ラ＝ポワントの中間に位置し、トゥールーズ都市圏に含まれる。コミューン面積は県有数の広さである。
カデナックを経由する、ブリーヴ＝ラ＝ガイヤルド-トゥールーズ・マタビオ線が停車する、ラバスタン-クフルー駅がある。

## 由来
1109年にRabastens、1185年にRabastengczと記されていたことが証明されている。これは人名で、所属する接尾辞の-ingをゲルマン語源のRatgast（5世紀にオクシタニアは西ゴート族の支配を受けていた）につけたものである。

## 歴史

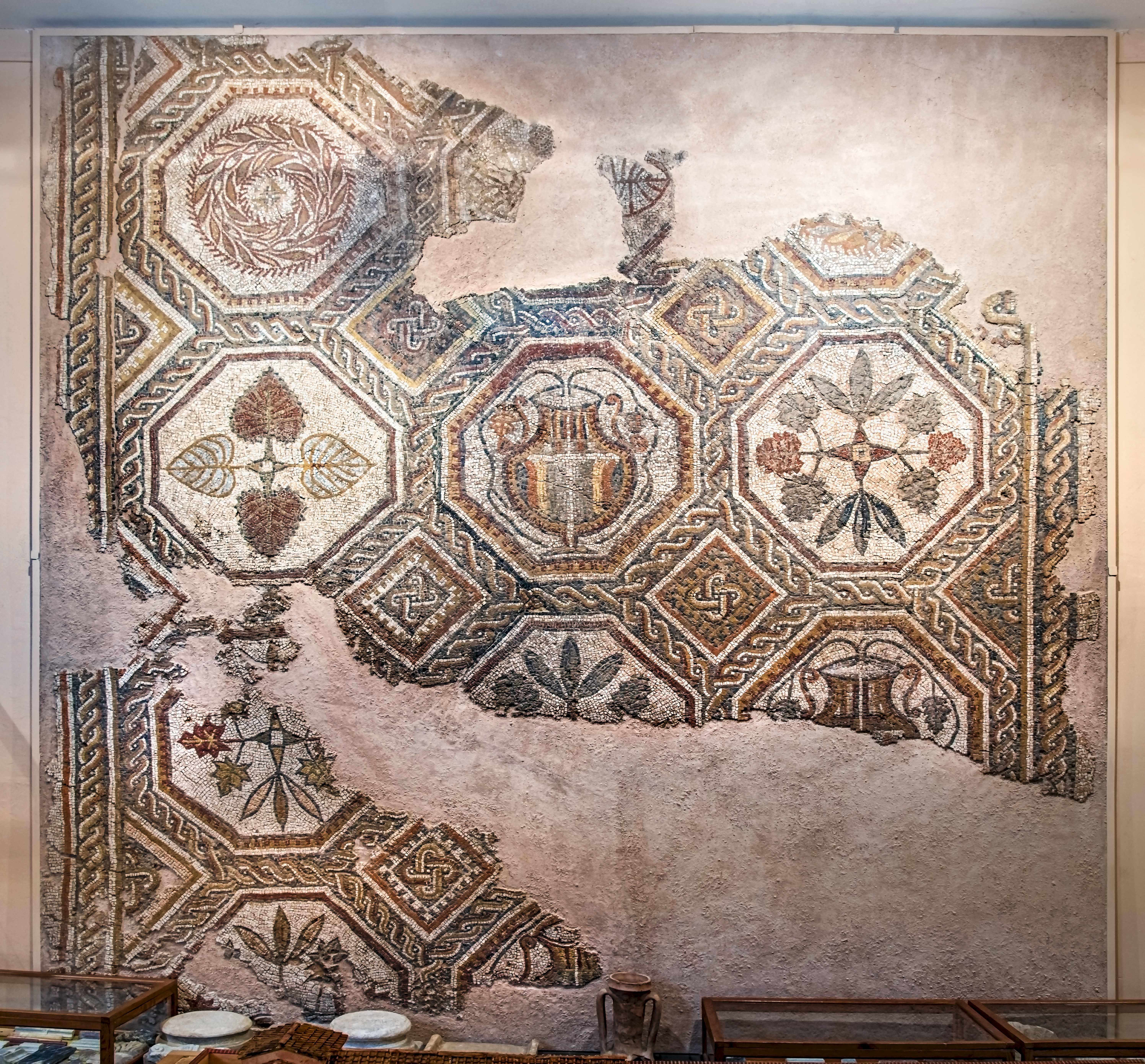
4世紀のガロローマ時代のモザイク。

古代、ラバスタンの丘陵は、Las Peirasのガロ＝ローマ遺跡が証明するように人が定住していた。1840年にギュスターヴ・ド・クロサードが指揮した最初の発掘調査では、モザイクと、馬術競技の様子が彫刻された大理石製の円柱が見つかった（現在トゥールーズのサン・レーモン博物館で展示）。1970年代に行われた2度目の発掘調査では、素晴らしいモザイクが発見され、これはペイ・ラバスティノワ博物館で展示されている。地名のensは、ゲルマン語源、さらに西ゴート語源を示唆している。次のように、ラバスタン誕生について最も可能性の高い仮説がある。「ガロ＝ローマのヴィッラの住民たちはRotavolpと呼ばれる川の中にある岩の露頭の上に避難した。現在のタルヌ県に西ゴート族が到来し、ヴィッラを破壊したからである。避難場所は最初のカストゥルムとなり、現在のシャトー地区となっている。」
12世紀初頭、市を共同領主が治めていた。ラバスタン家はトゥールーズ伯と近い関係であった。レーモン・ド・ラバスタンは1200年から1205年までトゥールーズ司教であったし、ピエール・レーモンはトゥールーズ伯レーモン6世の顧問だった。
1210年、共同領主はトゥールーズ伯領内における、住民を守るための裁判権を放棄した。トゥールーズ伯は、住民たちに自由と特権を授けた。カタリ派で揺れるロラゲ地方に近接するラバスタンは、『異端の巣』との異名をとった。ラバスタン住民たちはトゥールーズ伯に忠誠を表し、特にペルフォール・ド・ラバスタンはトゥールーズ伯に親愛の情を持ち続けた。1229年にパリ条約が結ばれると、ラバスタンはその防衛設備の破壊を余儀なくされた。市街はこの時期にコンシュルが治めるようになった。
平和が戻った13世紀に、ラバスタンの名が知られるようになった。より広くガイヤコワ地方で生産されるワインの繁栄のおかげだった。ラバスタン・ワインの品質が評価されていた。はしけ船、平底船でラバスタンのワイン樽はタルヌ川を下りボルドーへ向かった。当時、都市計画はバスティッドプランの観点で開発されていた。ラバスタン市街は、このようにブール・モワイヤンを中心に編成された。ノートルダム・デュ・ブール教会は、12世紀に存在した小修道院、ベネディクト会派のモワサックの修道士たちの指揮で1230年代から1260年代にかけて建設された。教会は単一の長方形の本堂を持ち、トゥールーズのサンテティエンヌ大聖堂をモデルとしたレンガの建築である。15世紀、修道院長ベルナール・ラトゥールは身廊に多角形のクワイヤをもうけることを決めた。ル・ピュイ＝アン＝ヴレからサンティアゴ・デ・コンポステーラへ向かう巡礼路上に位置する教会は、こうして美しくなった。ラバスタンの町は、聖ジャック施療所や町の聖ジャック遺産が証明しているように、巡礼者たちが足をとめる宿場町であった。
1337年に百年戦争が始まる数年前、羊飼いたちがユダヤ人コミュニティーを攻撃した。1381年、ベアルン子爵およびフォワ伯ガストン・フェビュ（fr）によって、城壁内で数千人の男性たちが殺害された。これはコンスタンス・ド・ラバスタンの啓示が引き起こした光景だった。1348年に発生した黒死病の惨禍は、戦争に付け足された。
1450年、百年戦争が終わった。安定して青色を出せる染色植物であるホソバタイセイ（パステル）の栽培文化が、アルビジョワとロラゲ地方の繁栄をつくった。ホソバタイセイはヨーロッパにおいて重要な取引がされる染料だった。しかし、さらに価格の安い染料インディゴが16世紀に登場してホソバタイセイと置き換わった。ホソバタイセイは、美しい邸宅を建てたアルビジョワ商人の幸運を生み出した。
ユグノー戦争初期の1561年、新教徒たちはラバスタンを占領し、フランシスコ会の修道士たちを殺すと脅した。サン・バルテルミの大虐殺が1572年8月24日に起きた後、ラバスタンで同様に虐殺が繰り返された。10月5日に新教徒たちが殺害されたのである。
1631年のペスト流行は人口を減少させた。都市を感染から救うため、ペスト感染者たちはミュレル郊外や感染者地区に移された。
何世紀にもわたって、裕福な商人たちは、社会的階層の上へのし上がった。17世紀や18世紀、彼らはトゥールーズの高等法院で弁護士や王の助言者になり、あるものはトゥールーズの行政の長であるカピトゥーになった。彼らはラバスタンに豪華な邸宅を維持していた。
19世紀、ラバスタンは現在の都市外観を持つ。堀は次第に埋められて遊歩道となり、1835年にはタルヌ川につり橋が架けられた。ノートルダム・デュ・ブール教会のファサードには第2の塔が付け足されて完成した。工芸の伝統は、紡績業や中世の靴修理屋に残っていた。彼らは高級家具職人や家具メーカーに場所を譲った。1953年に設立されたワイン醸造業者の協同組合はラバスタン経済を後押しした。
第二次世界大戦中、ラバスタン市街の北1kmから2kmにあった通過収容所には、解放後にドイツ軍によってポーランドからアルザスに追放されたポーランド難民が収容されていた。150人の子どもたちを含む270人以上の人々が、12のバラックに住まわされていた ·  · 。

## 人口統計
| 1962年 | 1968年 | 1975年 | 1982年 | 1990年 | 1999年 | 2009年 | 2014年 |
| ------ | ------ | ------ | ------ | ------ | ------ | ------ | ------ |
| 4133   | 4307   | 4182   | 3806   | 3825   | 4176   | 4965   | 5394   |

参照元:1962年から1999年までは複数コミューンに住所登録をする者の重複分を除いたもの。それ以降は当該コミューンの人口統計によるもの。1999年までEHESS/Cassini、2006年以降INSEE。

## 史跡

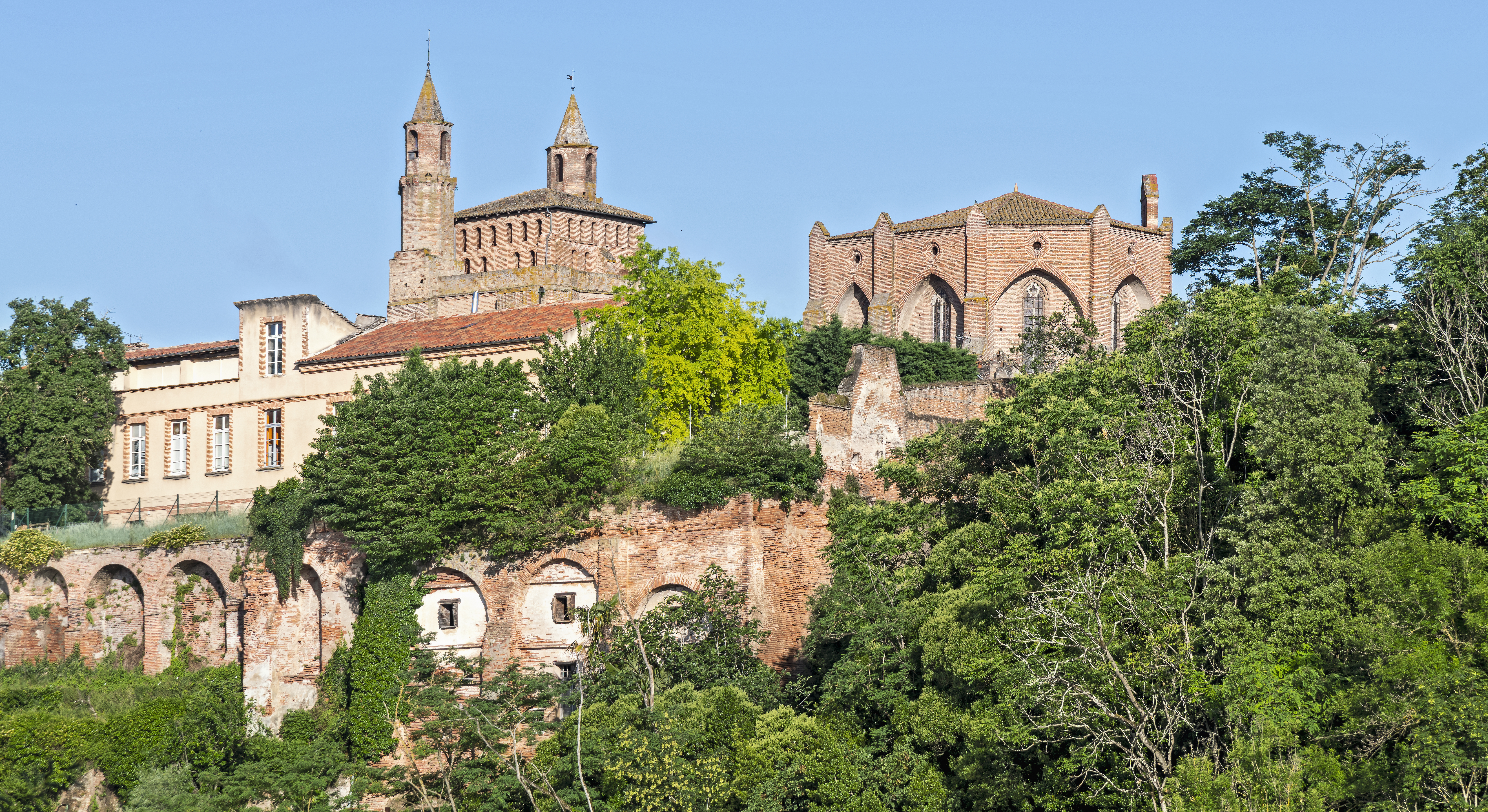
市街
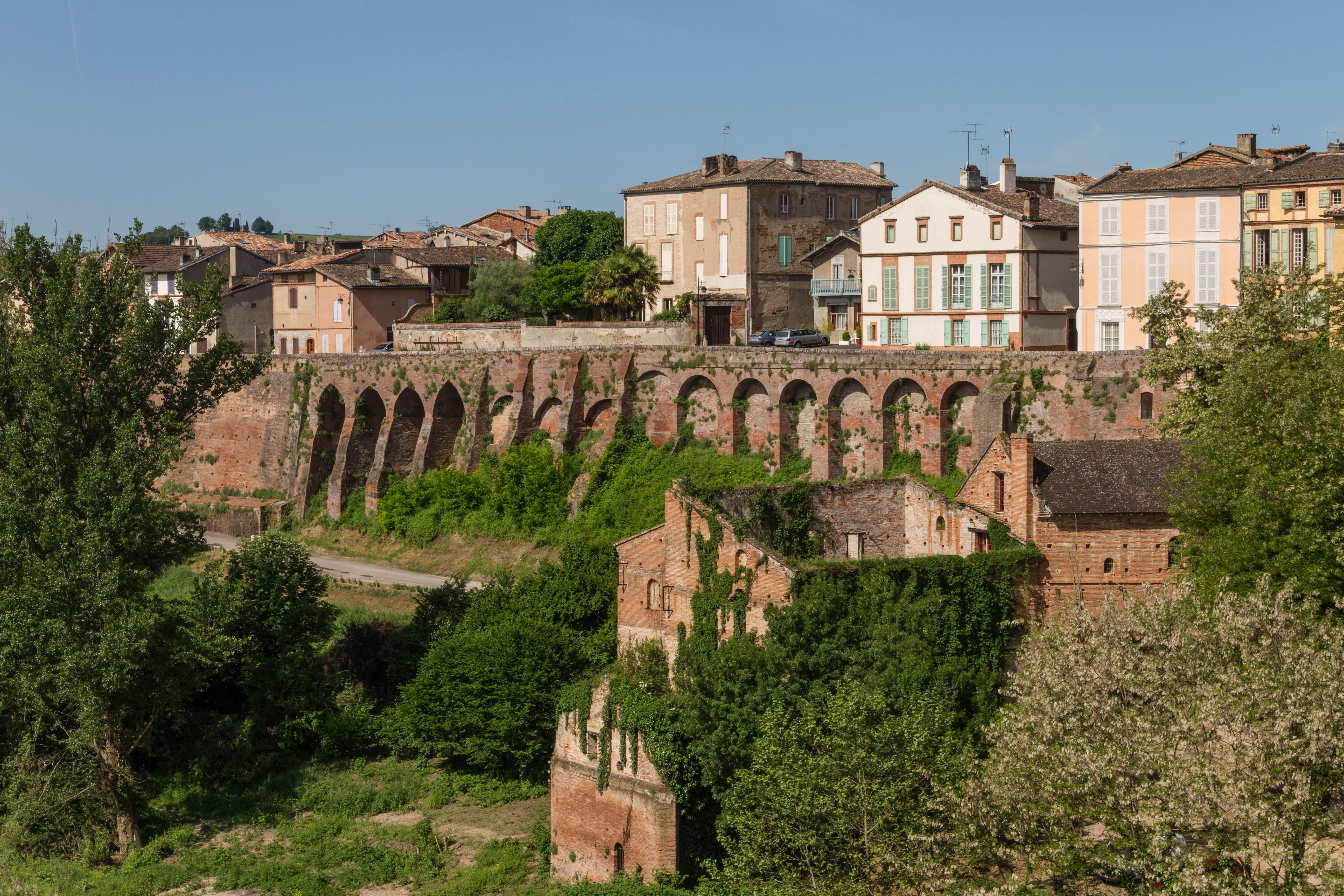
市街
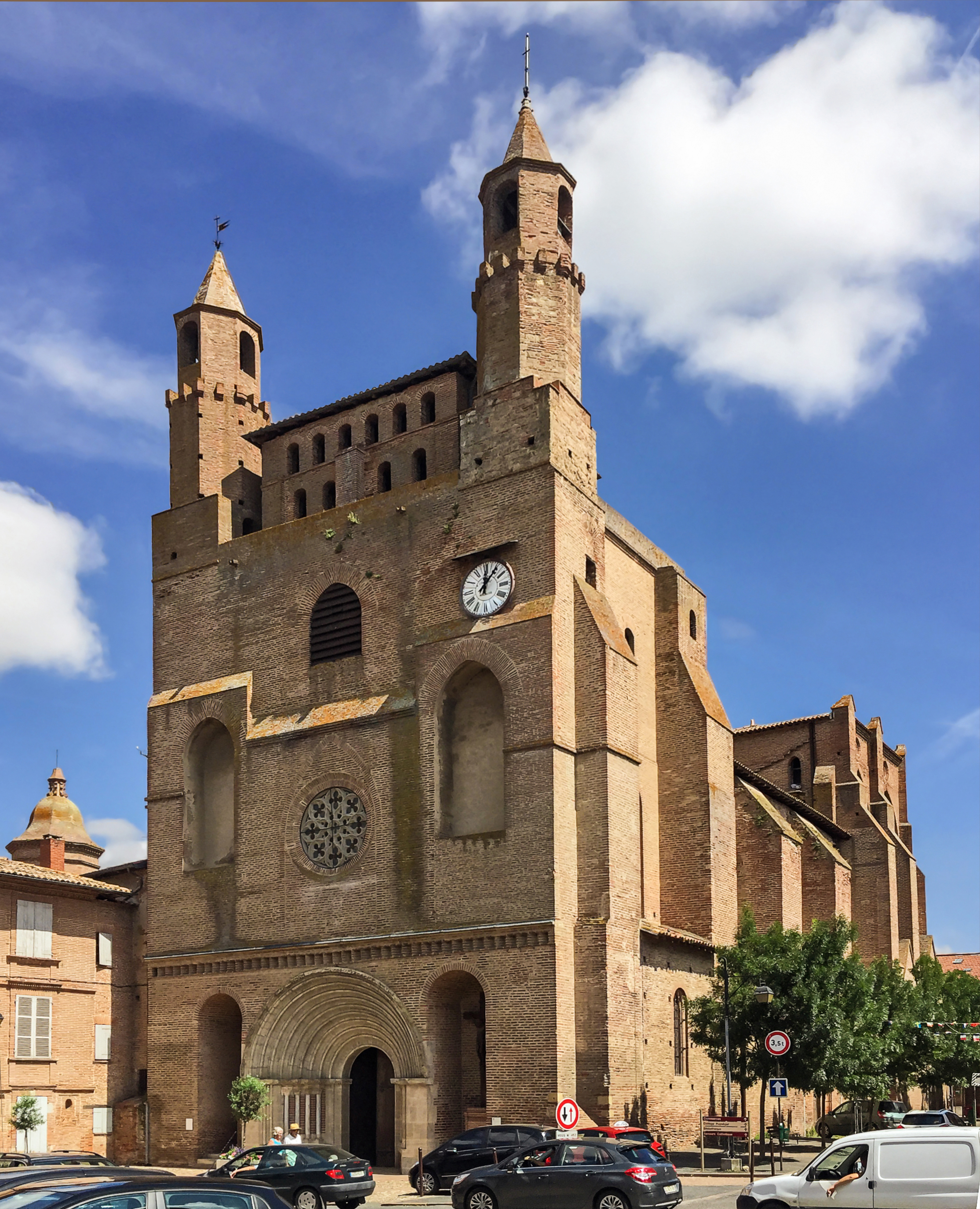
ノートルダム・デュ・ブール教会
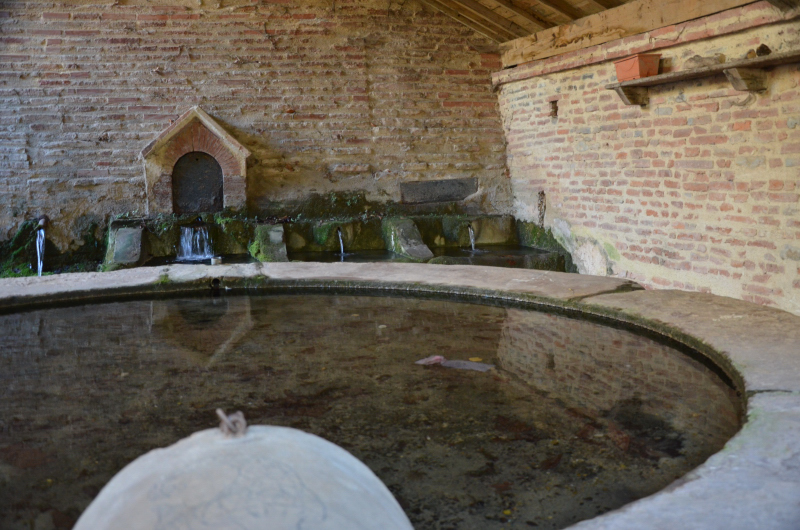
洗濯場